# Eurofighter Typhoon
Eurofighter Typhoon е многоцелеви изтребител с два двигателя и предно хоризонтално кормило. Typhoon e разработен и произвеждан от консорциума Eurofighter GmbH, създаден през 1986 г. от фирмите Alenia Aeronautica, BAE Systems и EADS. Разработването на самолета започва през 1979 г.
Сега се произвежда серийно. Самолетът е на въоръжение в германските ВВС (Jagdgeschwader 74 на Луфтвафе),ВВС на Италия, Испания, Великобритания и Австрия. Саудитска Арабия подписва договор на стойност 4,43 милиарда фунта стерлинги за доставката на 72 самолета, от които 70 са вече доставени и в експлоатация. Договори за доставка имат Кувейт – 28 броя и Оман – 12 броя.
На 11 април 2017 г. е доставен поредният самолет за италианските ВВС, който е самолет номер 500 от започването на производството. На същата церемония е дадено символично начало на първия Eurofighter за Кувейт. Катар също е сключил договор за 24 самолета, става ясно от съобщение на официалния сайт от 11 декември 2017 г. Първите доставки се очакват през 2022 г.

## Разработка

### Произход
През 1979 г. Обединеното кралство издава заповед за разработката на нов самолет за нуждите на Кралските военновъздушни сили. Едновременно с това Западна Германия също има нужда от разработването на нов изтребител, който да замени F-4 Phantom II. През 1979 г. Messerschmitt-Bölkow Blohm и British Aerospace представят официално предложение пред съответните си правителства за ECF-European Collaborative Fighter. През октомври 1979 г. Dassault се присъединява към ECF за тристранно сътрудничество по проекта за нов самолет, което става известно като „Европейски боен самолет“. Проектът ECF се разпада през 1981 г. поради няколко причини, включително и различни изисквания, настояване на Dassault на „лидерство при дизайна“ и британските предпочитания за нова версия на двигателя RB199, с който да лети самолетът, пред френските двигатели SNECMA M88.
През 1983 г. Германия, Франция, Великобритания, Италия и Испания започват „Future European Fighter Aircraft“ (FEFA). Самолетът трябва да е способен на кратко излитане и кацане (short takeoff and landing (STOL)) и „Beyond Visual Range (BVR)“ възможности за бойни действия отвъд визуалните далечини (на откриване бел. прев). През 1984 г. Франция отново настоява за водеща роля в проекта. Западна Германия, Великобритания и Италия се отказват и създават нова програма EFA. В Торино на 2 август 1985 г., Западна Германия, Великобритания и Италия се споразумяват да продължат с проекта Eurofighter. Франция заедно с Испания избират да не продължават членството си в проекта. Въпреки натиска от Франция, Испания се завръща в проекта Eurofighter в началото на септември 1985. Франция официално се оттегля от проекта, за да следва своя собствена програма ACX, която по-късно се превръща в Dassault Rafale.
До 1986 г. цената на програмата достига 180 млн. евро. Когато започва програмата, разходите е трябвало да се разпределят равномерно, но заради нарастващата цена на проекта трите основни партньора в проекта – Западна Германия, Италия и Великобритания, е трябвало да заделят по 100 милиона евро, за да не бъде прекратена програмата.
Първоначалните изисквания са: Великобритания – 250 самолета, Германия – 250 самолета, Италия – 165 и Испания – 100.
Делът на производствената работа е била разделена между страните пропорционално по поръчките – DASA (33%), British Aerospace (33%), Aeritalia (21%), и Construcciones Aeronáuticas SA (CASA) (13%).

### Изпитване
Първият полет на прототипа на Eurofighter се провежда в Бавария на 27 март 1994 г. Осъществен е от Peter Weger, главен тест-пилот на DASA.
На 9 декември 2004 Eurofighter Typhoon започва тримесечни полетни изпитвания в „Cold Environmental Trials (Студена околна среда)“ във военновъздушна база Видзел в Швеция, целта на които е да се провери оперативното поведение на въздухоплавателното средство и неговите системи при температури между -25 и 31 °C.

## Поръчки
Първият производствен договор е подписан на 30 януари 1998 г. между Eurofighter GmbH, Eurojet и NETMA. Производството е разпределено според поръчките: British Aerospace (37,42%), DASA (29,03%), Aeritalia (19,52%) и CASA (14,03%).
| Нации            | Транш 1 | Транш 2 | Транш 3 | Доставени към 31 август 2018. | Поръчани |
| ---------------- | ------- | ------- | ------- | ----------------------------- | -------- |
| Австрия          | 15      | 0       | 0       | 15                            | 15       |
| Германия         | 33      | 79      | 31      | 133                           | 180      |
| Италия           | 28      | 47      | 21      | 91                            | 121      |
| Саудитска Арабия | 0       | 72      | 0       | 72                            | 72       |
| Испания          | 20      | 33      | 34      | 68                            | 87       |
| Великобритания   | 53      | 67      | 40      | 152                           | 232      |
| Оман             | 0       | 0       | 12      | 12                            | 12       |
| Кувейт           |         |         |         | 0                             | 28       |
| Катар            |         |         |         | 0                             | 24       |
| Total            | 148     | 299     | 124     | 543                           | 771      |